# Любен Йорданов
Любен Йорданов е френски и монакски цигулар от български произход.

## Биография
Син е на известния софийски адвокат Христо Йорданов. Майка му Цветана Йорданова е учителка по математика. Изборът му на професия, както и този на брат му Здравко – виолончелист и сестрите му Вера – пианистка и Лилия – теоретичен факултет, обаче е музиката.
Завършва Националната музикална академия „Проф. Панчо Владигеров“ в класа на проф. Владимир Аврамов.
Той е 2 пъти лауреат на международния музикален конкурс Concours musical international Reine-Élisabeth-de-Belgique – през 1951 и 1955 г. Печели и награда на Парижката консерватория.
След това става концертмайстор на националния оркестър на операта в Монте Карло, а от 1967 до пенсионирането си през 1991 г. е концертмайстор на Оркестъра на Париж..
Баща е на актьора Владимир Йорданов.

## Ордени
- През 1996 г. президентът на България Желю Желев го удостоява с орден „Мадарски конник“, първа степен.
- Кавалер е на Почетния легион на Франция.
- Получава и специално отличие от белгийската кралица.

## Записи
- Quatuor pour la fin des temps на Оливие Месиен
- Danse macabre на Сен-Санс с диригент Даниел Баренбойм с Оркестъра на Париж
- Сонати за цигулка от Хиндемит, Барток, Прокофиев, Стравински